# 캐롤 쿡
캐럴 쿡(Carole Cook, 본명: Mildred Frances Cook, 1924년 1월 14일 ~ 2023년 1월 11일)은 미국의 배우이다.

## 출연 작품
- 웨이팅 인 더 윙스: 스틸 웨이팅 (2016년)
- 캐롤 채닝: 라저 댄 라이프 (2012년) - 본인 역
- 카우 삼총사 (2004년) - 펄 게스너 목소리 역
- 로스트 & 파운드 (1999년)
- 패스트 머니 (1995년)
- 그랜드뷰, U.S.A. (1984년)
- 아직은 사랑을 몰라요 (1984년)
- 썸머 러버스 (1982년)
- 아메리칸 지골로 (1980년)
- 건틀릿 (1977년)
- 형사 Q (1976년)
- 인크레더블 미스터 림펫 (1964년)

### 텔레비전
- 미녀 삼총사 (1976-77)
- 코작 (1977)
- 다이너스티 (1986-87)
- 형사 맥밀란 (1971년)